# Автошлях О 020601
Автошля́х О 020601 — автомобільний шлях довжиною 38.3 км, обласна дорога місцевого значення в Вінницькій області. Пролягає по Жмеринському району від села Рожепи до села Ярошенка.

## Маршрут
Автошлях проходить через такі населені пункти:
| Автошлях О 020601 |          |
| Вінницька область |          |
| Жмеринський район |          |
| Рожепи            |          |
| Рів               |          |
| Жмеринка          | E583 М21 |
| Жуківці           |          |
| Щучинці           |          |
| Ярошенка          |          |